# Liste der Naturdenkmale in Staufenberg (Niedersachsen)
Die Liste der Naturdenkmale in Staufenberg (Niedersachsen) nennt die Naturdenkmale in Staufenberg im Landkreis Göttingen in Niedersachsen.

## Naturdenkmale
| Bild            | Bezeichnung                  | Ort, Lage                                                | Beschreibung | Schutzzweck                          | Nummer     |
| --------------- | ---------------------------- | -------------------------------------------------------- | --- | ------------------------------------ | ---------- |
| BW              | Eiche am Kriegerdenkmal      | Benterode (51° 20′ 49,8″ N, 9° 37′ 40″ O)                | Großer Baum direkt am Ehrenmal. Um das Ehrenmal wurden Pyramideneichen angepflanzt, die sehr dicht stehen. | Schönheit, heimatkundliche Bedeutung | NDGÖ220101 |
| Fotos hochladen | Rumanns-Eiche                | Landwehrhagen (51° 21′ 8,8″ N, 9° 36′ 17,8″ O)           | Der erste Baum einer beidseitigen Straßenbepflanzung. Da die etwa 100 Jahre alte, sehr gleichmäßig gewachsene Eiche ursprünglich der einzige Baum in diesem Bereich war, ist sie größer und älter als die übrigen Bäume. | Eigenart, Schönheit, Alter           | NDGÖ220401 |
| Fotos hochladen | Eiche in Lutterberg          | Lutterberg (51° 22′ 26,4″ N, 9° 37′ 18,7″ O)             | Großer, markanter und prägender Baum. Durch den freien Stand gabelt sich die Eiche bei circa 3 m Höhe in mehrere starke Äste senkrecht und trichterförmig auseinander. Das Alter wird auf circa 250 Jahre geschätzt. Der markante Baum prägt den Siedlungsraum.                                                                                                 | Eigenart und Schönheit               | NDGÖ220501 |
| BW              | Hainbuche                    | Lutterberg Wißmannshof (51° 22′ 56,5″ N, 9° 35′ 16,5″ O) | Die etwa 250 – 300 Jahre alte Hainbuche steht im Garten des Gutes Wißmannshof im Kronenschluss zu einigen anderen Parkbäumen. Bei einer Höhe von 22 m hat der Stamm einen Durchmesser von etwa 1,4 m. Der Baum ist früher geschneitelt worden. Einige der untersten Kronenäste setzen in gut 2 m Höhe an, sodass der Baum an die Form einer Tanzlinde erinnert. | Seltenheit und Eigenart              | NDGÖ220502 |
| BW              | Eiche Wißmannshof (südlich)  | Lutterberg Wißmannshof (51° 23′ 14,4″ N, 9° 35′ 47,8″ O) | Eine etwa 150-jährige freistehende Eiche mit ausladender Krone und knorrigem Wuchs. Die Eiche steht zusammen mit einer weiteren Eiche auf einer ausgedehnten Wiesenfläche und stellt einen besonderen Blickfang dar. | Eigenart und Schönheit               | NDGÖ220503 |
| BW              | Eiche Wißmannshof (nördlich) | Lutterberg Wißmannshof (51° 23′ 15,8″ N, 9° 35′ 45,3″ O) | Eine etwa 150-jährige freistehende Eiche mit sehr gleichmäßiger, fast kugelförmiger Krone. Die Eiche steht zusammen mit einer weiteren Eiche auf einer ausgedehnten Wiesenfläche und stellt einen besonderen Blickfang dar. | Eigenart und Schönheit               | NDGÖ220504 |